# Borota
Borota ist eine ungarische Gemeinde im Kreis Jánoshalma im Komitat Bács-Kiskun.

## Geschichte
Borota wurde 1325 erstmals urkundlich erwähnt. Im Jahr 1913 gab es in der damaligen Großgemeinde 558 Häuser und 2724 Einwohner auf einer Fläche von 14.213 Katastraljochen. Sie gehörte zu dieser Zeit zum Bezirk Bácsalmás im Komitat Bács-Bodrog.

## Sehenswürdigkeiten
- Römisch-katholische Kirche Szent Lukács, erbaut 1939
- Skulptur Közkútról ivó fiú, erschaffen von János Magyar

## Söhne und Töchter der Gemeinde
- Margit Anna (1913–1991), Malerin